# Geaya tibialis
Geaya tibialis is een hooiwagen uit de familie Sclerosomatidae.